# Зито, Барри
Барри Уильям Зито (англ. Barry William Zito; 13 мая 1978, Лас-Вегас, Невада) — американский бейсболист, играл на позиции питчера. Выступал в Главной лиге бейсбола с 2000 по 2015 год. Победитель Мировой серии 2012 года в составе «Сан-Франциско Джайентс». Обладатель приза Сая Янга в Американской лиге по итогам сезона 2002 года. Трёхкратный участник Матча всех звёзд лиги. Лауреат нескольких наград за общественную деятельность.

## Биография

### Ранние годы
Барри Зито родился 13 мая 1978 года в Лас-Вегасе. Он был младшим из троих детей в семье Джо Зито и его супруги Роберты. Его родители познакомились, работая с музыкантом Нэтом Кингом Коулом: Джо был аранжировщиком, а Роберта бэквокалисткой. Позднее они переехали в Сан-Диего, где Зито вырос и начал играть в бейсбол. Его отец уволился, чтобы тренировать сына, хотя сам не имел никакого спортивного опыта. Одновременно с игрой в детской лиге, Зито брал частные уроки у питчера Рэнди Джонса. Джо Зито снимал эти занятия на видео и использовал для обучения сына. Зито учился в старшей школе Эль-Кахон, выпускной год он провёл в католической подготовительной школе при университете Сан-Диего.
После окончания Зито поступил в Калифорнийский университет в Санта-Барбаре, но отец решил, что ему нужно быть в поле зрения скаутов профессиональных клубов, поэтому он перевёлся в Пирс-колледж в Лос-Анджелесе. Позднее Зито получил спортивную стипендию в Южно-Калифорнийском университете. Играя за его команду, он был признан лучшим питчером конференции Pac-12. Им заинтересовался координатор по питчингу фарм-системы «Торонто Блю Джейс» Рик Питерсон. Во время просмотра молодой питчер произвёл на него впечатление своим кервболом. Вскоре Питерсон был нанят на должность тренера питчеров в «Окленд Атлетикс», а Зито был выбран клубом на драфте 1999 года под общим девятым номером.

### Профессиональная карьера
Первой командой в профессиональной карьере Зито стали «Висейлия Окс» из Калифорнийской лиги, но уже в дебютном сезоне он достиг уровня AAA-лиги, на котором играл за «Ванкувер Канадиенс». В 1999 году суммарно он провёл тринадцать игр, одержав шесть побед при одном поражении с показателем пропускаемости 3,16. В 2000 году новой фарм-командой «Атлетикс» на уровне AAA стали «Сакраменто Риверкэтс». Зито отыграл за них 101 2/3 иннинг с восемью победами и пятью поражениями. В июне того же года он дебютировал в основном составе «Окленда», в первой игре проведя пять иннингов и одержав победу над «Анахайм Энджелс». До конца сезона он сыграл в четырнадцати матчах, выиграв семь и проиграв четыре. Кроме того, Зито провёл одну игру в плей-офф, выиграв в гостях у «Нью-Йорк Янкис» в Дивизионной серии Американской лиги.
Прогресс Зито продолжился в 2001 году. Он стал лидером лиги по количеству матчей в стартовом составе, одержал семнадцать побед при показателе ERA 3,49, и помог команде выйти в плей-офф. Ещё через год он вышел на пик своей карьеры. Зито стал лучшим в Американской лиге, выиграв 23 матча и войдя в тройку лучших по пропускаемости. Он стал обладателем приза Сая Янга, опередив в голосовании игрока «Бостон Ред Сокс» Педро Мартинеса. В последующие годы Зито оставался питчером выше среднего уровня, но больше таких успехов не добивался. За период с 2003 по 2006 год он одержал 55 побед при 46 поражениях. Сам он в интервью говорил, что все его игровые проблемы были связаны с психологией. 
Получив после окончания сезона 2006 года статус свободного агента, Зито подписал семилетний контракт на 126 млн долларов с «Сан-Франциско Джайентс». На тот момент это было рекордное для питчера соглашение.
Контракт он отработал полностью, за семь лет в составе команды одержав 63 победы при 80 поражениях с ERA 4,62. Зито подвергался жёсткой критике из-за несоответствия завышенным ожиданиям. Согласно его мемуарам, самым тяжёлым для него стал сезон 2010 года, когда его не включили в состав команды на игры плей-офф. Два года спустя Зито помог команде стать победителем Мировой серии, одержав победу в первой игре финала против «Детройт Тайгерс». В 2013 году, последнем в составе «Джайентс», он получил признание не только за свои спортивные достижения, но и за общественную деятельность. Клуб номинировал его на получение награды Роберто Клементе, ему присудили мемориальную награду Лу Герига и награду Хатча. 
После окончания сезона 2013 года клуб отказался использовать возможность автоматического продления контракта на год с зарплатой 18 млн долларов и Зито взял небольшой отпуск. Спортивную карьеру он возобновил в 2015 году, снова подписав контракт с «Атлетикс». Проведя почти весь сезон на уровне AAA-лиги в «Нэшвилл Саундс», осенью Зито был переведён в основной состав команды. Свою последнюю игру в Главной лиге бейсбола он провёл 30 сентября против «Энджелс». После окончания сезона он объявил о завершении спортивной карьеры. Суммарно в Главной лиге бейсбола он провёл 433 матча, в том числе 421 как стартовый питчер. Зито одержал 165 побед при 143 поражениях, его показатель пропускаемости за карьеру составил 4,04. Трижды он принимал участие в Матче всех звёзд.

### После бейсбола
После окончания спортивной карьеры Зито занялся музыкой. Вместе с супругой и тремя детьми он постоянно живёт в Нашвилле. В своём доме он оборудовал профессиональную студию. В 2017 году был выпущен его первый альбом No Secrets.